# L'ottavo nano (album)
L'ottavo nano è un album in studio di autori vari, pubblicato nel 2001 e contenente la sigla e brani musicali tratti dal varietà televisivo L'ottavo nano.

## Descrizione
L'album contiene canzoni e brani musicali, compresa la sigla, provenienti dal varietà televisivo L'ottavo nano ideato e condotto da Serena Dandini e Corrado Guzzanti. Vi figurano numerosi sketch musicali e recitati interpretati dai comici protagonisti del varietà, tra cui Antonello Venditti, Vulvia e Brunello Robertetti, impersonati da Corrado Guzzanti; Natasha, impersonata da Rosalia Porcaro; Snack & Gnola, interpretati rispettivamente da Corrado Guzzanti e Marina Massironi. Altri pezzi sono invece hit del momento di cantanti ospiti del varietà, che vi figurano qui sotto pseudonimo:  The Gazness (Max Gazzè), Marina Reggae (Marina Rei), Samuel & Garfunkel (Samuel è Samuele Bersani, mentre "Garfunkel" era raffigurato in trasmissione da un cartonato di Art Garfunkel), Nic Fabi Junior (Niccolò Fabi). L'album è inoltre completato dalla sigla e dagli stacchi musicali strumentali della Ottavo Nano Band, orchestra della trasmissione.
L'album è stato pubblicato in CD e musicassetta dalla EMI nel 2001.

## Tracce
1. Antonello Venditti – Grande raccordo anulare – 4:33
2. Natasha – Sesso senza cuore – 1:47
3. Vulvia – Vulvia – 0:44
4. Ottavo Nano Band – Uma – 1:45
5. Brunello Robertetti – Brunello Robertetti – 1:27
6. Ottavo Nano Band – Ottavo Nano – 1:45
7. The Gazness – Una musica può fare – 3:58
8. Ottavo Nano Band – Amu – 0:59
9. Marina Reggae – Un inverno da baciare – 3:30
10. Natasha – Sesso senza cuore – 1:55
11. Corrado Guzzanti – G.R.A. – 1:15
12. Snack & Gnola – Signore ho fatto i knodel per te – 2:31
13. Samuel & Garfunkel – Chicco e Spillo – 4:08
14. Ottavo Nano Band – Ziz – 0:40
15. Vulvia – Vulvia 2 – 2:00
16. Ottavo Nano Band – Mau – 1:04
17. Nic Fabi Junior – Lasciarsi un giorno a Roma – 3:21
18. Brunello Robertetti – Brunello Robertetti – 0:37
19. Ottavo Nano Band – Uam – 1:08
20. Vulvia – Vulvia 3 – 3:04
21. Corrado Guzzanti – G.R.A. Reprise – 3:38

Durata totale: 45:49

## Edizioni
- 2001 - AA.VV. L'ottavo nano (EMI, 5 33295 2, CD)
- 2001 - AA.VV. L'ottavo nano (EMI, 5 33295 4, MC)